# Ineos
Die Ineos Holdings Ltd. (eigene Schreibweise INEOS; abgeleitet von Inspec Ethylene Oxide and Specialities) ist die Muttergesellschaft einer Gruppe von Unternehmen der Chemischen Industrie mit Hauptsitz in London.
Durch ein Management-Buy-out der petrochemischen Beteiligungen von BP in Antwerpen (Belgien) wurde die Gruppe 1998 unter der Leitung von Jim Ratcliffe, dem derzeitigen Vorstandsvorsitzenden, gebildet. Das Unternehmen expandiert seitdem stark durch Zukauf anderer Geschäftszweige.

## Geschichte
Das Unternehmen wurde 1998 gegründet und übernahm zunächst das Ethylen-Derivate-Geschäft von Inspec in Antwerpen. Sukzessive kam es zu weiteren Übernahmen, so 2001 zu Erwerb von Crosfield (heute: Ineos Silicas), dem  Chlorchemikaliengeschäft von ICI, (heute: Ineos Chlor), ICI Klea (heute: Ineos Fluor), dem  Ethanolamine-Geschäft von Dow Chemical, der Aktienmehrheit von EVC (joint venture von EniChem und ICI) und  der Gladbecker Phenolchemie (heute: Ineos Phenol). 2003  wurde Methanova in Mainz (heute: Ineos Paraform) übernommen.
2004 wurde EVC Films gegründet. Diese wurde 2005 vollständig durch Ineos übernommen, was zur Reorganisation von Ineos Chlor führte. Hieraus wurden Ineos ChlorVinyls sowie Ineos Films and Compounds. Letztere erwarb Adriaplas und Caleppiovinil in Italien.
Ebenfalls 2005 wurde das kanadische Polystyrol-Geschäft der BASF übernommen und in Styrenics umbenannt. Durch den Erwerb des UCB-Melaminharzbetriebs in Fechenheim (ehemals Cassella) kam ein  Melaminharz- und Additiv-Hersteller mit Produktionsstätten in Frankfurt am Main und Springfield (USA) hinzu. Hiermit sollten Synergien mit Ineos Paraform in Mainz und Ineos Melamines in Fechenheim geschaffen werden.
Ineos kaufte im Jahr 2005 Innovene, BPs Olefine- & Derivate (O&D)-Sparte, mit den Raffineriestandorten in Lavéra (Frankreich) und Grangemouth (Schottland) sowie einem Chemiestandort in Köln-Worringen, der ursprünglich einmal EC Erdölchemie hieß.
Im Juni 2007 brachte Lanxess seine spanische Tochterfirma Lustran (Tarragona) in ein Gemeinschaftsunternehmen mit dem britischen Chemiekonzern ein. Der Ausstieg von Lanxess wurde in zwei Schritten abgewickelt: Zunächst gründete Lanxess ein Gemeinschaftsunternehmen mit Ineos, das 51 % der Anteile von Lustran Polymers übernahm, die Ineos ABS. Nach eigenen Angaben zahlte das Unternehmen Ineos im September 2007 etwa 35 Millionen Euro, die erste Teilzahlung des Kaufpreises in zwei Schritten. Zur Finanzierung dieser Übernahme veräußerte Ineos seinen PVC-Pastenbereich mit den Standorten in Schkopau und Hillhouse (UK) an den deutschen PVC-Hersteller Vinnolit (Advent International).
2008/2009 geriet der Konzern infolge der Wirtschaftskrise in finanzielle Bedrängnis. Der Konzern wurde nach Verhandlungen mit den Gläubigern (einem Konsortium aus mehreren Banken) umstrukturiert.
2010 verlegte Ineos seinen Sitz aus steuerlichen Gründen vom Vereinigten Königreich in die Schweiz. 2016 wurde der Sitz wieder in das Vereinigte Königreich zurückverlegt.
2014 übernahm Ineos die Sasol Solvents Germany GmbH mit ihren beiden Produktionsstandorten Moers und Herne und führt diese unter dem neuen Namen Ineos Solvents. Hier werden u. a. Lösemittel wie Isopropanol, Butanol, Ethanol hergestellt.
Mit Wirkung zum 1. Juli 2019 wurden die Geschäftsbereiche INEOS Paraform und INEOS Melamines an die Prefere Holdings GmbH verkauft.
Am 29. Juni 2020 übernahm Ineos das Petrochemie-Geschäft von BP für 5 Milliarden Dollar.

### Sport
Seit 2018 unterstützte Ineos das „Ineos Team UK“ beim Versuch, den America’s Cup bei der 36. Auflage dieser Regatta nach Großbritannien zu bringen.
Seit dem 1. Mai 2019 ist Ineos Hauptsponsor des britischen Radsportteams Team Ineos.
Im August 2019 übernahm das Unternehmen den französischen Erstligisten OGC Nizza. Laut französischen Medienberichten soll sich die Kaufsumme auf 100 Millionen Euro belaufen. Auch ist Ineos Besitzer des Schweizer Fußballclubs Lausanne-Sport.
Am 12. Oktober 2019 fand in Wien die INEOS 1:59 Challenge statt, bei der der Olympiasieger Eliud Kipchoge aus Kenia die Marathon-Distanz in einer Zeit von 1:59:40 Stunden und damit als erster Mensch in weniger als zwei Stunden zurücklegte. Aufgrund wechselnder Tempomacher kann die Zeit allerdings nicht als Weltrekord anerkannt werden.
Seit der Formel-1-Saison 2020 tritt INEOS als einer der Hauptsponsoren des Mercedes AMG F1 Team auf. Am 18. Dezember 2020 wurde bekannt gegeben, dass INEOS ein Drittel der Anteile des Mercedes AMG F1 Team übernimmt.

### Geländewagen

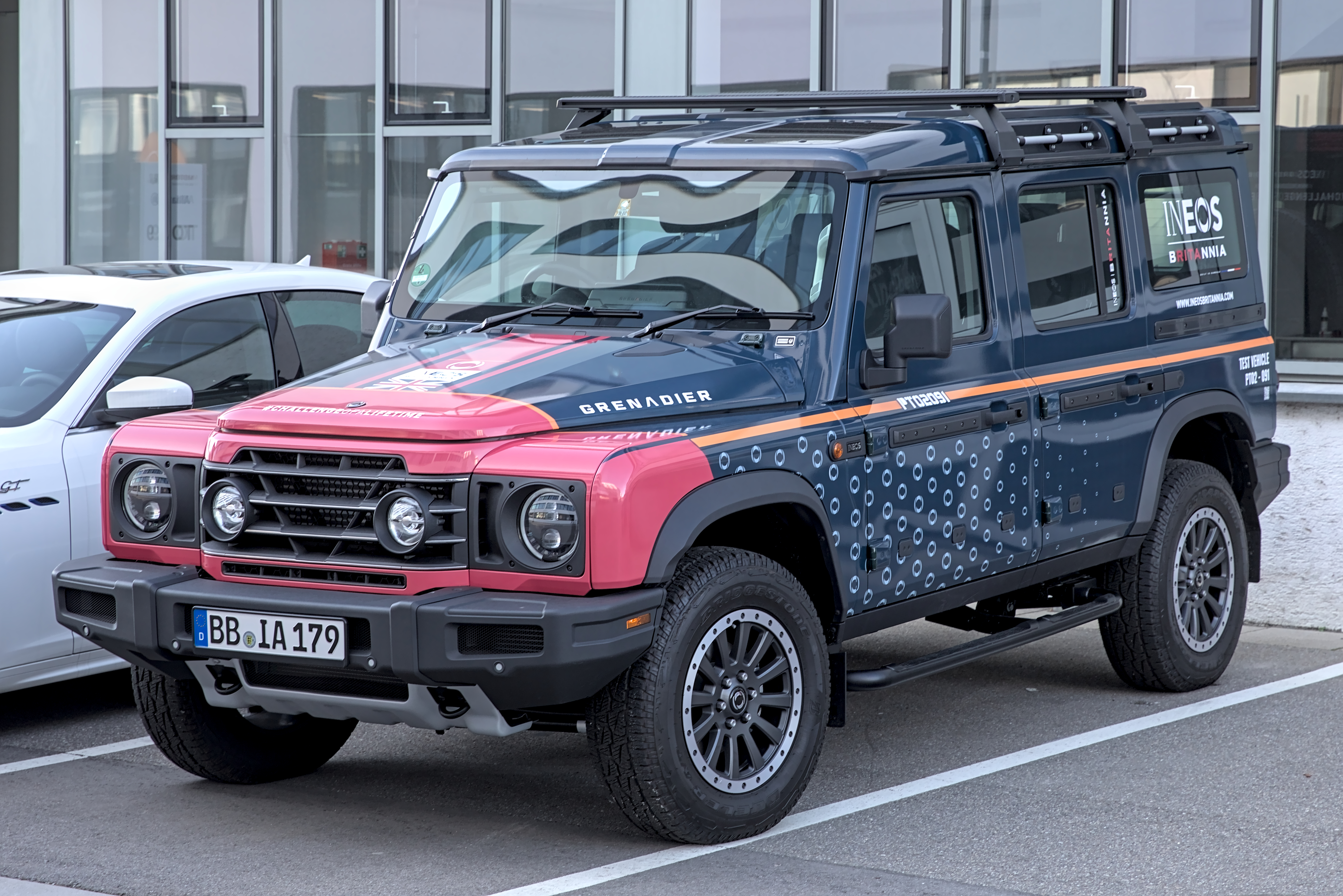
Ineos Grenadier

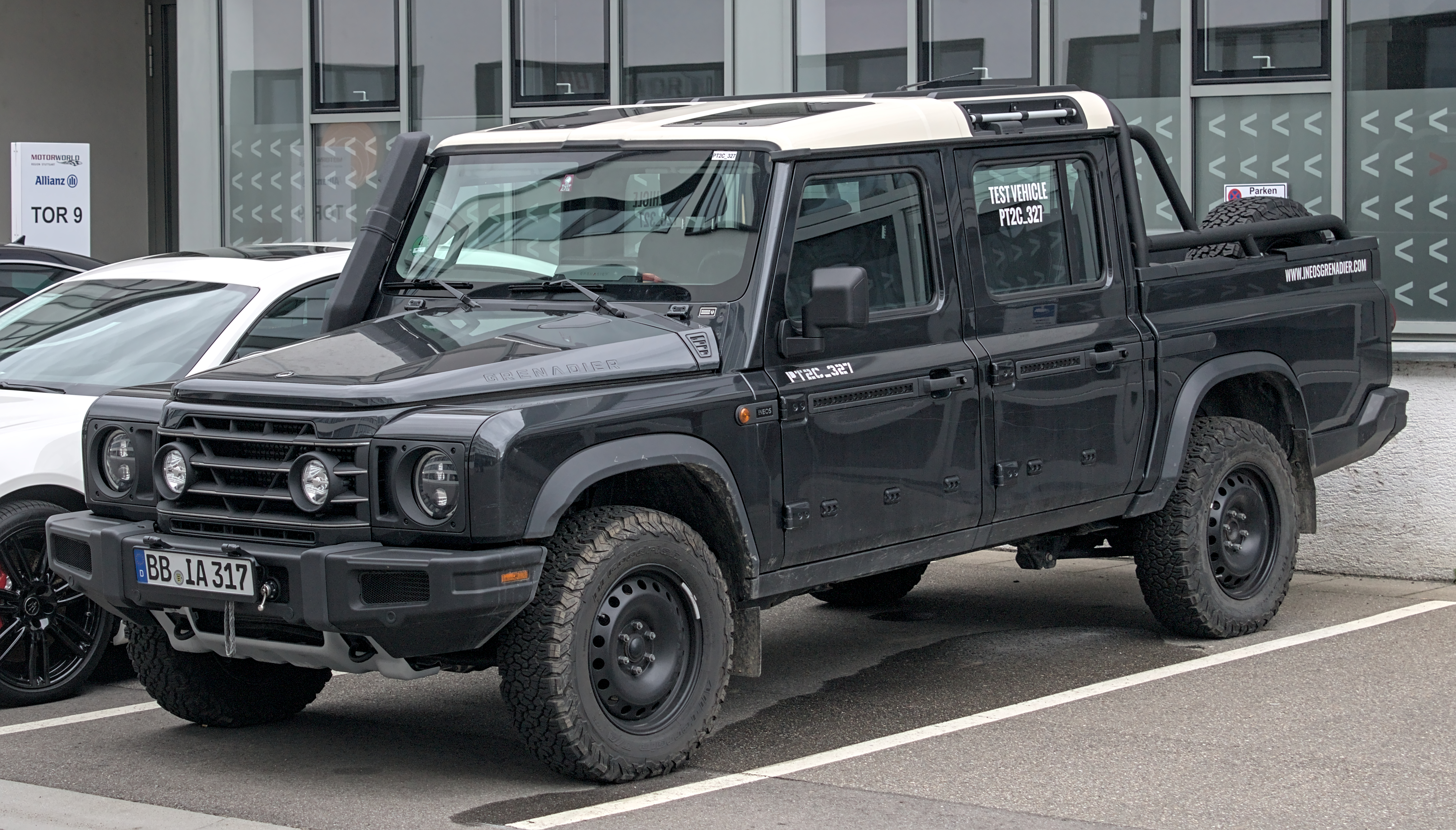
Ineos Grenadier Quartermaster

Im Jahr 2018 wurde die Ineos Automotive Limited im britischen Lyndhurst gegründet. Das Unternehmen baut seit Sommer 2022 mit dem Ineos Grenadier einen Geländewagen im Smart-Werk in Hambach (Frankreich). Der Pick-up Ineos Grenadier Quartermaster folgte Ende 2023.

## Globalisierung
Das Unternehmen verfügt (Stand: 2021) über 101 Produktionsstandorte in 25 Ländern. Es ist in 36 Geschäftseinheiten („Businesses“) aufgeteilt. Diese umfassen unter anderem: Ineos ABS, Ineos Barex, Ineos Bio, Ineos ChlorVinyls, Ineos Enterprises,  Ineos Olefins & Polymers Europe, Ineos Olefins & Polymers USA, Ineos Oligomers, Ineos Oxide, Ineos Phenol, Ineos Styrenics und Ineos Technologies.

## Werke und Tochterfirmen (Auswahl)
| Ort               | Stichwort                       | Produkte                   |
| ----------------- | ------------------------------- | -------------------------- |
| Antwerpen         | Ineos Phenol                    | Phenol und Aceton          |
| Mobile            | Ineos Phenol                    | Phenol und Alpha-Bistyrol  |
| Gladbeck          | Ineos Phenol                    | Phenol und Aceton          |
| Köln              | Ineos Manufacturing Deutschland | Petrochemie                |
| Frankfurt am Main | Ineos Styrolution               | Kunststoffe/Compoundierung |
| Moers             | Ineos Solvents                  | Lösungsmittel              |
| Herne             | Ineos Solvents                  | Lösungsmittel              |

### Ehemalige Werke
| Ort               | Stichwort          | Produkte               | von       | bis       |
| ----------------- | ------------------ | ---------------------- | --------- | --------- |
| Wilhelmshaven     | Chemiewerk Voslapp | Polyvinylchlorid (PVC) | 2001      | Juli 2015 |
| Mainz             | Ineos Paraform     | Methanolderivate       | Juli 2003 | Juli 2019 |
| Frankfurt am Main | Ineos Melamines    | Kunstharze             | 2005      | Juli 2019 |